# Konrad von Sachsen
Konrad von Sachsen, auch Konrad Holtnicker, Holzinger oder ähnliches bzw. Conradus de Saxonia (* in Braunschweig; † 30. Mai 1279 in Bologna) war ein deutscher Franziskaner, Theologe und Prediger.

## Leben
Konrad trat in jungen Jahren in den Franziskanerorden der Sächsischen Ordensprovinz ein und studierte an der Ordensschule in Hildesheim, wo er nach seiner Priesterweihe als Lehrer, Lektor, Prediger und Schriftsteller wirkte. Er war lange Provinzial der Sächsischen Franziskanerprovinz in Magdeburg (1247–62, 1272–79).
Außer seinen Erklärungen zur Heiligen Schrift, zum Gebet des Herrn („Paternoster“, „Oratio dominica“) und zu den Sentenzenbüchern, die nicht erhalten sind, haben ihn seine Predigten und sein „Speculum Beatae Mariae Virginis“, eine Erklärung zum Ave Maria, die man irrtümlich Bonaventura zugeschrieben hat, bekannt gemacht. Wahrscheinlich hat er auch Dantes Schilderung des Purgatoriums beeinflusst.
Auf dem Weg zum Generalkapitel seines Ordens in Assisi ist er in Bologna gestorben.